# Shanjie (sockenhuvudort i Kina, Hunan Sheng, lat 27,08, long 111,02)
Shanjie (kinesiska: 山界, 山界回族乡, 胡家) är en sockenhuvudort i Kina. Den ligger i provinsen Hunan, i den södra delen av landet, omkring 230 kilometer sydväst om provinshuvudstaden Changsha. Antalet invånare är 23 033. Befolkningen består av 10 763 kvinnor och 12 270 män. Barn under 15 år utgör 22,0 %, vuxna 15-64 år 67 %, och äldre över 65 år 9,0 %.
Runt Shanjie är det tätbefolkat, med 442 invånare per kvadratkilometer. Närmaste större samhälle är Sangesi, 6,5 km väster om Shanjie. Trakten runt Shanjie består till största delen av jordbruksmark.
Genomsnittlig årsnederbörd är 1 620 millimeter. Den regnigaste månaden är maj, med i genomsnitt 246 mm nederbörd, och den torraste är oktober, med 50 mm nederbörd.